# Пісняр-лісовик ямайський
Пісняр-лісовик ямайський (Setophaga pharetra) — вид горобцеподібних птахів родини піснярових (Parulidae). Ендемік Ямайки.

## Опис
Птах завдовжки 12,5 сантиметрів. Самці мають чорно-білу смужку на голові та передній верхній частині, включаючи верхню частину спини та плечі. Крила чорнуваті з сірими краями пір'я та двома вузькими білими смугами крил. Тіло сірувате, надхвістя оливково-сіре, хвіст чорнуватий з вузькими оливково-сірими краями пера, підхвістя сірувато-буро-жовтий. Нижня частина оперення білувата з чорними смугами у формі наконечників стріли на горлі, грудях, боках і череві, які розмиті сірувато. Вони часто мають темну, тьмяну смужку на щоках. Самиці схожі на самців, але в цілому оперення тьмяніше з чорнувато-сірими смугами.

## Спосіб життя
Пісняр-лісовик ямайський живе у вологих лісах на всіх висотах, але у вологих лісах у низинах цей вид спостерігається набагато рідше, ніж у горах, і, ймовірно, спостерігається лише поза сезоном розмноження. Живляться переважно комахами та іншими безхребетними. Гніздо будують на деревах або кущах. Кладка складається з двох-чотирьох яєць. Сезон розмноження триває з березня по червень, іноді після жовтневих дощів у листопаді.